# Пассакалья (Годовский)

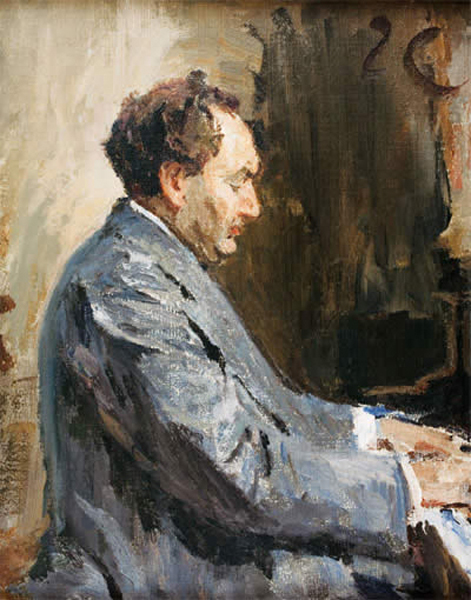
Портрет Леопольда Годовского

Пассакалья (англ. Passacaglia) ― композиция Леопольда Годовского для фортепиано соло. Она была завершена в Нью-Йорке 21 октября 1927 года. Произведение посвящено столетию со дня смерти Франца Шуберта.
Тональность произведения ― си минор. Длительность работы ― около 25 минут.

## История написания
В предисловии к работе Годовский пишет:
«Эта композиция, написанная в канун столетия со дня смерти Франца Шуберта, является моей сердечной данью уважения этому драгоценному и плодовитому гению, который, несмотря на свою короткую и ничем не примечательную жизнь, так замечательно преуспел в воплощении наших самых сокровенных эмоций в музыке. <…>

Я не знаю другого композитора, чья лирика тронула сердца стольких людей; чьи мелодии стали таким бесценным достоянием всех цивилизованных наций; чьи тональные образы так обострили и утончили нашу поэтическую восприимчивость».

## Структура

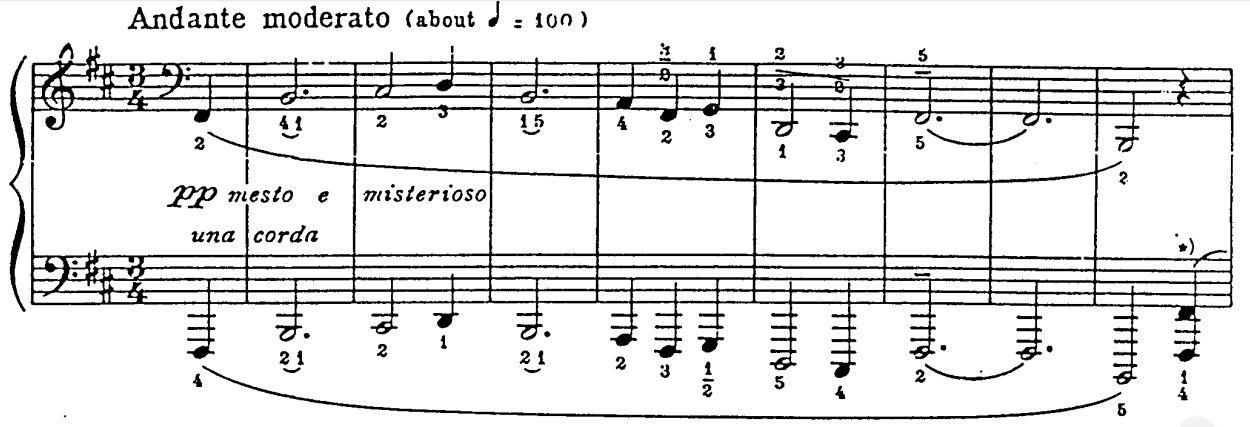
Первые такты

Произведение представляет собой пассакалью на основе первых восьми тактов Неоконченной симфонии Шуберта. В теме симфонии есть одно небольшое изменение: в её начале присутствует нота фа-диез, что облегчает переход между вариациями. Работа состоит из сорока четырёх вариаций, за которыми следуют эпилог, каденция и объёмная четырёхголосная фуга. В вариациях присутствуют отсылки к произведениям других композиторов, в том числе Брамса (вариации 31-35, 38 и 39), Шопена (вариации 9 и 27), Рахманинова (вариации 19, 20 и 24), Шуберта (вариации 39 и 42) и др.

## Критика
«Пассакалья» приобрела известность после того, как пианист Владимир Горовиц отказался от исполнения этой пьесы, заявив, что для этого потребуется шесть рук. Композитор Абрам Чейсинс, который слышал, как Годовский исполнял эту пьесу на одном из своих мини-концертов, сказал: «Это было настоящее очарование, как сама работа, так и исполнение».

## Публикация
Авторские права на произведение в настоящее время принадлежат компании Carl Fischer, Inc. «Пассакалья» была опубликована в собрании сочинений «Коллекция Годовского, часть 1: оригинальные сочинения для фортепиано соло».